# Кирилло-Мефодиевские исследования
Кирилло-Мефодиевские исследования — раздел славистики, изучающий жизнь и деятельность Кирилла и Мефодия и их учеников.
Первые современные кирилло-мефодиевские исследования относятся к концу XVIII века, а в XIX веке дисциплина стала почти классической. 
Основными темами исследований дисциплины являются появление и распространение глаголического и кириллического алфавитов.